# 3次元
3次元（さんじげん、三次元）は、ある概念が直交あるいは独立な（しかし同等な）要素3つの組によって一意に決定可能な場合にしばしば使われる術語。

## 概要

3次元

たとえば物理的な空間を考えるとき、空間のある領域を点と見なし、デカルト座標を用いて x, y, z の3つの実数の組によって空間上の点が代表されるようなものを考えることができる。これに対応して物体は「幅」「奥行き」「高さ」のような3通りの大きさの指標を持つことができる。この例では要素が実数値をとり、連続的に変化し得るが、一般には例えば有限幾何学のように離散的な値や有限個の値しかとれないようなものを要素として考える場合がある。
自然科学以外の分野においては、立体的なさま、従来とは異なる視点をとることなどを比喩的に「三次元的」と表現することがある。

## 3次元に埋め込み可能な図形の例
- 直線
- 平面
- 結び目
- 多面体
- 球面
- トーラス

正確にはこれらは実三次元空間 E3 に埋め込み可能な図形であって、それ自身が三次元なのではない。それ自身が三次元の図形としては以下のようなものがある。
- 超球面
- 球体、トーラス体（それぞれ球面、トーラスにその内部を加えたもの）

## 3次元の例
身近な3次元には、次のようなものがある。
- 3次元物理空間 - 宇宙空間は、幅・奥行き・高さの各方向に自由度を持ち、3次元空間とみなすことができる。物理学では更に時間方向の次元を加えて4次元空間を考察対象とする（ミンコフスキー時空）。
- 3次元色空間 - ヒトの色覚は3種類の錐体細胞で得られるため、色は3次元色空間内の1点で表される。
- 動画 - 画像（2次元の対象）を1次元時間に沿って変化させた総体は、3次元である。時間変化を考慮に入れる動画加工が3次元と言われる（3次元NRなど）のはこのためである。

## 3次元の特徴
次のような特徴がある。
- 自明でない結び目ができる唯一の次元である（ただし四次元空間内の二次元結び目など、一般化された結び目は高次元にも存在する）。
- ベクトルのクロス積が定義できる、つまり、回転がベクトルで表される唯一の次元である。
- 地球等の惑星が閉じた公転軌道を持つ、つまり、軌道を1周した惑星が元の場所に戻ってくる唯一の次元である。